# 2020 год в истории железнодорожного транспорта

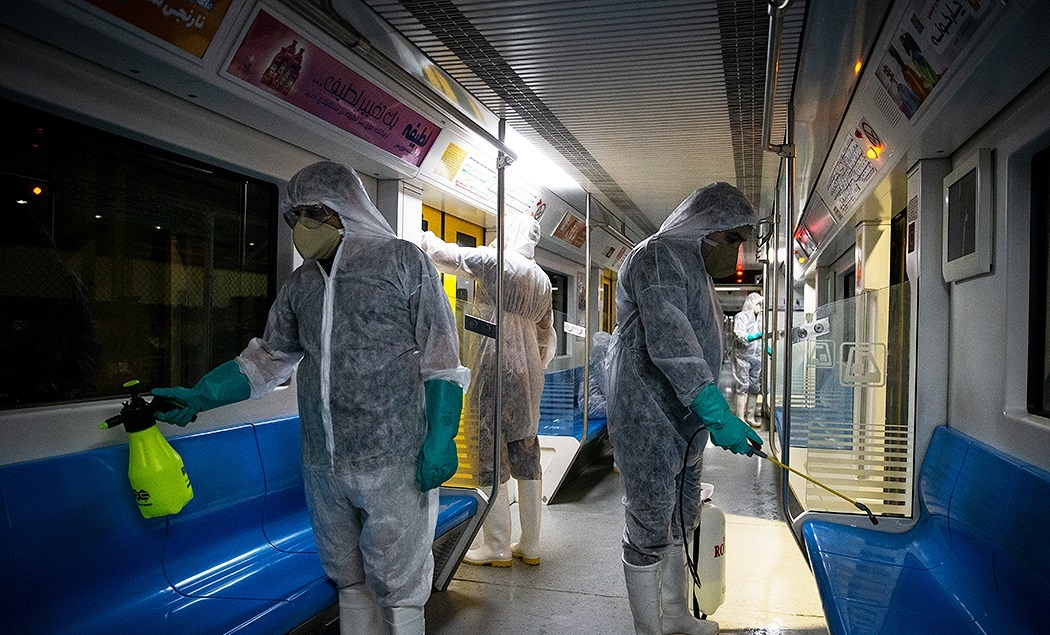
Дезинфекция в вагоне Тегеранского метро

В этой статье перечисляются основные события из истории железнодорожного транспорта в 2020 году.
- 23 января — открыта платформа Остафьево на Курском направлении МЖД[1].
- Февраль—апрель — принимаются решения об остановке пассажирского железнодорожного сообщения между Россией и рядом зарубежных стран в рамках борьбы с пандемией COVID-19.[2][3][4][5][6][7][8][9][10][11][12][13][14][15][16]
- 11 марта:
  - открыта платформа Санино на Киевском направлении МЖД[17].
  - после реконструкции открыта платформа Победа на Киевском направлении МЖД[17].
- С 6 апреля по 1 июля пассажирское железнодорожное сообщение с Калининградской областью было остановлено в рамках борьбы с пандемией COVID-19.[18]
- 29 июня — открыта платформа Славянский бульвар на Смоленском направлении МЖД[19].
- 13 июля — открыта платформа Курьяново на Курском направлении МЖД[20].